# 初音未來
初音未來（日语：／ Hatsune Miku）是克理普敦未來媒體（簡稱）以Yamaha的VOCALOID語音合成引擎為基礎，所開發販售的虛擬女性歌手之角色主唱系列軟體的第一作，屬於VSTi規格的電子樂器，也是此軟件的象徵角色。
2007年發售版本。和版本分別在2013年和2016年发布，並開始原生支持macOS，以及提供英語和華語的版本與歌聲資料庫。引入AI引擎的VOCALOID 6版本預計2025年底發行。在2020年發售以自行開發的引擎之產品，版本則於2025年發售提供升級。自從版本發售後大受歡迎，並出現大量用户製作的原創曲、翻唱歌曲等。
初音未來除了吸引新一代和從未接觸電子音樂創作的人士，亦使創作熱潮時的老手「回歸」。電子音樂創作再度捲起熱潮，也刺激到音樂創作以外的繪畫、動畫等相關多媒體。雖然初音未來並非第一個可以模仿人類歌唱的軟體，但擬真度高於以往同類型的軟體，所引起的熱潮帶來業餘音樂製作的革命，進而促使日本的使用者或愛好者自組媒體的多方面發展。

## 開發背景

### 缘由
Crypton最初推出三款语音合成软件「Leon」、「Lola」、「Miriam」，以及「Meiko」、「Kaito」的日语歌聲資料庫，但由于没有将這些软件製作成偶像形象，再加上发音自然度的不足，知名度與销售量也不高，未能获得专业电子音乐制作產業的关注。后来，Crypton将重点转向业余制作人群体，决定藉由语音合成声源的拟人化吸引更多使用者購買軟體，为此还专门为每个音源设计对应的动漫形象。正是在这种思路下，初音未来的虚拟偶像形象得以开发。

### 过程
初音未來的軟體開發主要由佐佐木涉（佐々木渉）和另一位兼職員工負責。
佐佐木涉對於插畫家KEI「透明感的畫風」相當喜歡，因此讓他負責形象角色，以動漫風格設計並繪製角色。Crypton最終在2007年6月25日正式公開初音未來的樣貌，當時所公布的名字僅為，之後於同年7月12日才發表其姓氏為「初音」。「初音」是指「第一次的聲音」、「出發點」、「最初的VOCALOID2」；漢字寫作「未來」，指「VOCALOID所象徵的將來音樂之可能性」。
初音未来的原聲由聲優藤田咲提供，選擇的原因是Crypton認為其「可爱的偶像声线」的聲音十分符合「未來的虛擬偶像」之形象。在企畫初期原想由正職歌手提供聲音，然而大多數的歌手基於擔心聲音被複製後的用途以及將來的版權相關問題而拒絕，Crypton才轉向接觸聲優。但最初進展不太順利，因大多的聲優事務所不太明白軟件的用途，最終僅ARTSVISION答應合作。經過考慮近500位聲優的聲音樣本，才決定由藤田咲提供原聲。2007年7月，藤田咲以「清楚而可愛」的印象進行錄音，而錄音時是配合當時播放的音樂唱出一些無意義的片假名，過程分成2天進行，共花費6小時；而原始錄音再经后期制作，最終才完成初音未來的原聲。

### 設定
初音未來的角色設定年齡為16歲、生日8月31日，身高與體重則分別是158公分與42公斤，有着代表色为苍绿色（#39C5BB）的双马尾，脚穿黑色过膝靴，擅長流行歌曲，摇滚乐和舞蹈。跟據Crypton官網的紀載，表示初音未來擅長由1980年代至最新的流行歌曲。擅長的節奏大約在70～245BPM之間，擅長的音域則在A3～E5之間。
衣服和機械部分以山葉公司於1983年發售的DX系列為藍本。左臂「01」的初期設定是一個QR碼，衣服的原設計則是水手服，但Crypton覺得不夠好而轉為現在的衣服設計。人物設計在只有基本設定、「不完全」的人物設計下，對創作者而言強求「原設定」並沒有意義，而且初音未來與藤田咲之間的關聯性不大，使創作沒有太大束縛，用户因此容易對「自身創造的初音未來產生感情，而產生出大量音樂作品」。

### 衍生角色
初音未来粉絲們自行設計名字、樣貌、服飾、性格等，創作出上百种衍生角色，统一被称为「初音未来亚种」，包括四季初音、彩虹初音、黑化初音等；部分衍生角色得到官方的承认。著名的例子有從甩蔥歌而來的「小初音未來」、從2ch洗板事件而來的「亞北音留」、沒有音樂製作才能的人群心靈擬人化的角色「弱音Haku」，以及「雪初音」成为日本札幌冰雪节形象大使等。這些角色都得到不少粉絲的支持，更推出各種商品。

## 軟件
初音未來為角色主唱系列語音合成軟體的第一作，也是VSTi規格的電子樂器，其使用Yamaha的VOCALOID，以及Crypton的M9之語音合成引擎，把人類的聲音錄音並合成為酷似真正的歌聲。只需輸入音調、歌詞則可發出聲音，亦可以調整震音、音速等的「发声參數」，最多能夠16人合唱，亦支援即時演奏、對應ReWire。製作完成後會以WAV格式輸出，但軟件本身只可做出歌唱部分，伴奏音聲需要使用其他音樂軟件合成。歌詞輸入能辨認平假名、片假名和羅馬字，但、作為助詞时无法转换为、的发音，、作為長音時也无法变成、的發音，亦不能對應促音、漢字，需要自行修改。在Crypton的官網中提供三首試聽曲，第一首是〈星宿的碎片〉（星のカケラ），初版於2007年8月17日公開，完成版於同年8月23日公開。第二首是〈捉迷藏〉（かくれんぼ），於同年8月24日公開。第三首尚未公開歌名，於同年的8月28日公開。
2007年8月31日發售初音未來（簡稱初音V2，之後的版本以此類推）的Microsoft Windows版本，後隨CrossOver 6.1軟體發表而可用於macOS系統。另在Linux系統可藉由修改後的Wine軟體正確執行。2010年4月30日發售初音Append歌聲資料庫，分別為sweet、dark、solid、light、vivid、soft。2013年8月31日提供下載販售初音V3 English的英語版本，並於2013年9月26日與初音V3一起正式發售，歌聲資料庫包含初音V2的原始聲（original），加上Append的sweet、dark、soft、solid音色。為了能提升軟體的处理效能而于2016年8月31日發售初音V4X，以及初音V4 English的英語版本；初音V3及初音V4X版本起支援macOS。2017年9月10日與上海新創華文化合作推出支援華語歌聲的初音V4 Chinese的中文版本。具有AI引擎的初音V6版本預計2025年底發行。
2020年6月Crypton自主研发M9引擎驱动的初音NT Prototype（原型）面世，正式版初音NT于同年11月27日发售；採用新一代人聲編輯器Piapro Studio，並搭配Studio One音樂製作軟體可使用500種樂器。而初音NT（Ver.2）版本則於2025年3月18日發布，搭載「自動控制」（Automatic Control）的全新輔助機制用於控制演唱風格。
此軟件並非設計給初學者操作，初接觸電子音樂製作的用户需要一段時間適應，因此大阪電氣通信大學曾於2007年10月19日和10月25日舉行以電腦音樂初學者為對象的講座。

## 迴響

### 初期銷量
初音未來VOCALOID 2的預訂數目超出了製作人員的預期，而且是Crypton開創以來成績最好的一次。在發表試聽曲後不久的2007年8月20日，預約數開始急速上升，推出數天後的9月5日即存貨不足；9月12日，售賣數及預約數接近3,000，至9月27日售出約1萬套，10月27日售出2萬套，至2008年1月25日為約3萬套，至2008年7月23日為約4萬套，並以每週300套的程度繼續賣出，至2009年10月27日共售出約5萬套。曾在Amazon的軟件售賣排名中三週高居榜首，在Amazon 2007年的電腦軟件銷售排名第八名。電腦音樂（縮寫DTM）軟體一年的平均銷售量為200至300套，因此賣出1,000套對於此類軟件來說，已是罕見的銷售數量，換句話說也就是大受歡迎。9月23日，僅發售了三週已達到30.4%的日本DTM軟件市場佔有率，比第二名Internet公司的「Sound it! 5.0 for Windows」高出四倍之多；在2007年12月24日至30日的BCN排行榜中，初音未來軟體銷售量維持在平均20%，僅次於第一名剛發售的同系列軟件鏡音鈴、連（62.2%），但仍屬最受歡迎的VOCALOID產品之一。Crypton在日本DTM軟件公司的市場佔有率亦不到一個月內就從6%急速攀升至約33.9%。
於2007年10月6日發售附贈「初音未來十天試用版」的《DTM magazine》11月號之雜誌預訂數量亦接近平時的兩倍，並於三天內售罄，更有部分書店於數小時內被搶購一通，是《DTM magazine》初次遇到的狀況，亦加上因為不會額外加印，而出現炒賣的情況。因此在同年12月26日以增刊方式發售別冊「THE VOCALOID CV01初音未來」。
初音未來軟體出現大賣的情況主要是因為「購買軟體，製作歌曲並上傳至網絡，觀看後而購買」的不斷循環，再加上影片分享平台YouTube、Niconico動畫的推動，初音未來的人物設定、動漫風格形象和御宅族的特徵融合，成功吸引到電子音樂製作的業餘人士。也因此在動漫創作圈中產生巨大的回響，其相關熱潮甚至席捲至日本以外的國家。

### 影響與評價

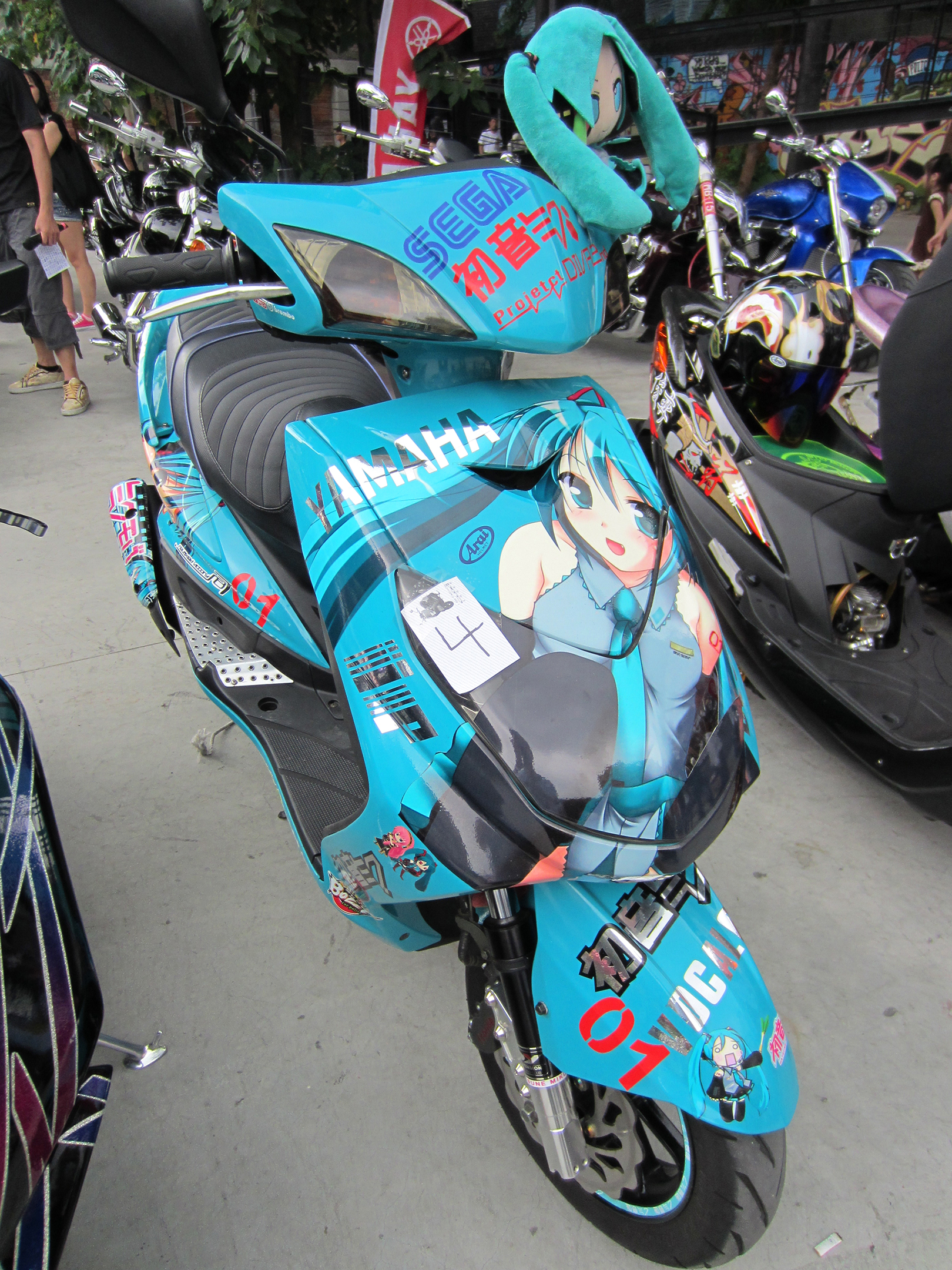
臺北市電影主題公園，初音未來山葉痛機車

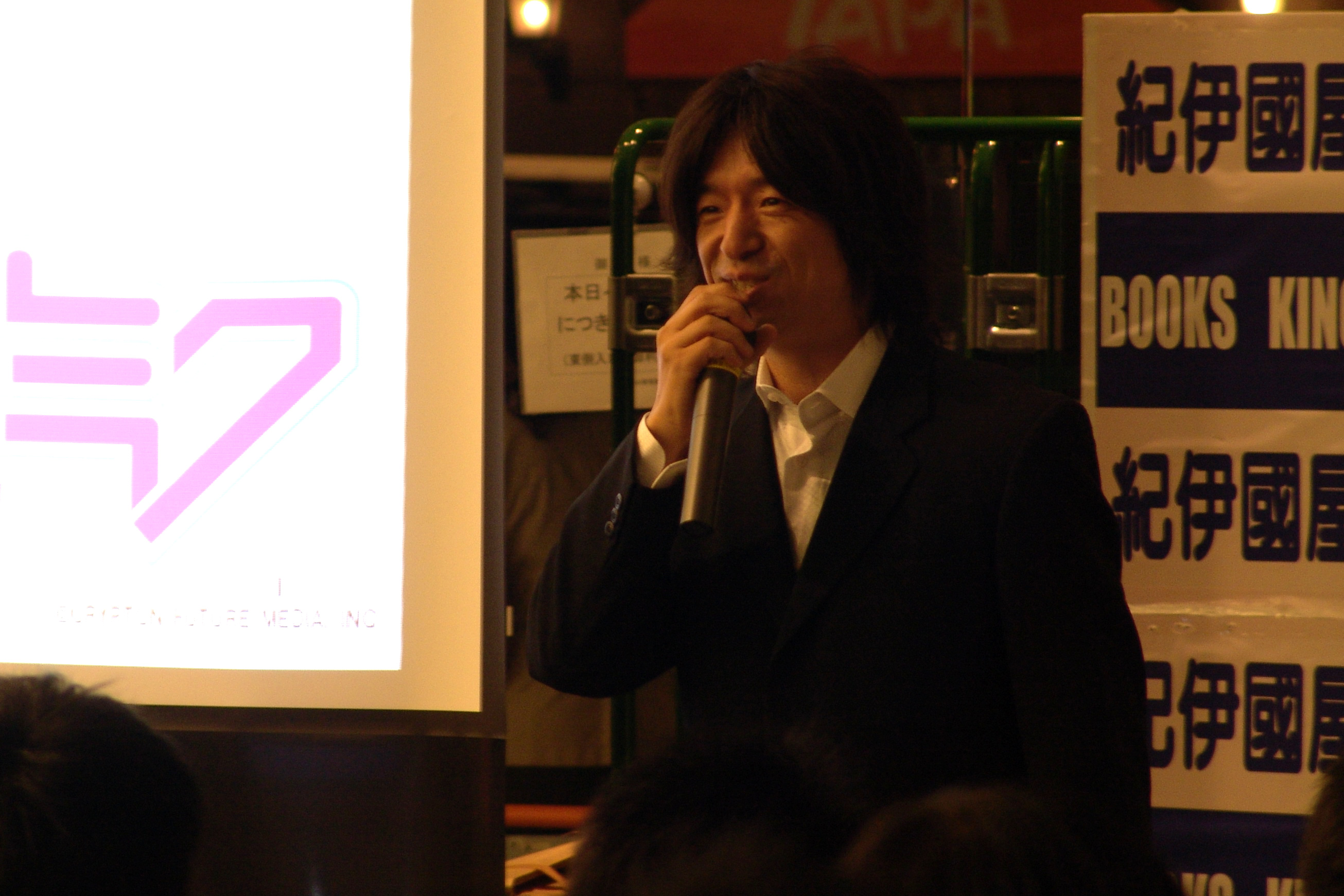
克理普敦未來媒體社長伊藤博之在北海道札幌市科学咖啡馆進行初音未來Night 超越科學的歌姬（初音ミクNight 科学を超えた歌姫）的演講

初音未來除了吸引新一代和未曾認識電子音樂的大眾接觸此類音樂創作，也讓不同領域的人士認識初音未來與電子音樂。例如日本火箭俱樂部將初音未來的模型作為載荷貨物用於發射計畫中，欲藉此推廣初音未來給外國人。新生代的音樂人米津玄師、YOASOBI的Ayase，以及覆面系歌手Eve、Ado之早期出道，就是從「VOCALOID職人」開始展開音樂活動。另外，亦令約20年前創作熱潮時的老手「回歸」，促使電子音樂創作再度捲起熱潮，另外也刺激繪畫、動畫等創作。大阪電氣通信大學曾將初音未來作為課堂教材，並於2008年併入正式課程中。
初音未來相較於其他語音合成軟體中的最大特點，就是因Crypton與Yamaha廣義的版權制度，僅規範創作用途為非營利性質且禁止發表或傳播違反公共秩序和道德的歌詞，即可免費使用，而商業性質則需先諮詢Crypton。因此，軟體使用者就能在音樂創作上发挥无限的想象，並建构理想的偶像形象與創作。藉由影音平台上傳原創歌曲和同人影片，這不只有全球性的影響，也能帶動產品的生命力。初音未来的创作涉及作词、作曲、声音合成、插画创作、动画制作、动画编辑等，形成与以往不同的创作群体，创作者以动画数据的再利用连接起来形成共同的创作群体。佐佐木涉受訪時則提到，初音未來因其獨創性和網路音樂屬性而受到許多藝術家的青睞，但隨著VTuber等虛擬角色相關產業的興起。因此，需要投入在即時性的發展，以面對未來新的挑戰。
雖然初音未來並非第一個可以模仿人類歌唱的軟件，但擬真度比以往同類型軟體還高，因而引起熱潮帶來業餘音樂製作的革命，也促成日本的消費者自組媒體發展，此次熱潮與1990年代初的電子音樂製作熱潮相似，同樣是有大量的愛好者集中於一個地方交流，1990年代初是線上留言板，初音未來則是影片分享網站，間接促進此類網站的發展，Niconico動畫在初音未來發售後影片投稿速度不斷上升，而zoome因和Crypton合作的「藤田咲和下田麻美的TDKI（投稿影片向上委員會）」而急速發展，平均一天70萬的瀏覽量比所預期的高出數倍；另外，以初音未來軟體創作的音樂是P2P類型，即不以賺錢為導向的情況下創作音樂，並將其傳遞給個人稱之。以上的諸多因素亦觸發大眾對語音合成音樂的重視。在早期通常不太聽到民眾抱怨電話自動總機的人工合成聲音太過機械化，但初音未來的熱潮後，則開始引起如何將人工合成聲音變得更自然的研究與討論。
比請一位人類歌手歌唱，使用初音未來相對便宜許多，這對業餘製作人非常合適，亦有正職的音樂製作人以初音未來製作歌曲樣版試聽，甚至日本產業技術綜合研究所也以初音未來試驗新技術VocaListener。初音未來軟體和真正的歌手仍有一段距離，因為以此製作音樂的業餘愛好者大多為未經專業訓練，且僅有部分作品具有專業音樂的素質，例如VOCALOID職人八王子P曾表示：「自己沒有音樂底子且不懂五線譜，單靠VOCALOID創作出知名專輯〈Sweet Devil〉、〈electric love〉。」但隨著軟體使用者的操作技術進步並提升歌曲的品質，也許就有機會超越專業人士或是真人歌手，而導致「失業」的發生。而且因為歌手不是人類，可以輕易唱出人類不可能或極難唱出的歌曲，例如最具代表性的〈初音未來的消失〉，曲中部分段落一秒中有高達十二個音節，幾乎沒有換氣的地方；因此有開拓新音樂類型的可能性，值得探討。學者认为初音未來的流行產製過程也是推動其成為人氣偶像的重要因素，並帶領虛擬偶像的風潮，加上不會出差錯、不會有負面新聞、不會衰老等優勢；且隨著軟體的改良，其演唱技巧會越來越好，並趨向多元的表演模式，突破真人偶像難以達到的範疇。

### 收錄與獲獎
2007年11月14日，「初音未來」和則被收錄於日本新詞辭典《現代用語的基礎知識》。同年12月14日初音未來被提名為「網路流行語大賞2007」，並獲得第六位。同月19日，Google發表日本年間的1月1日至12月15日之搜尋次數排名，初音未來是名人排名的第三位，僅次於日本演員中川翔子和澤尻英龍華，而且是該排名中唯一的「非人類」。2008年3月11日獲得第13回AMD獎的優秀獎，與iPod touch、貓鍋等齊名。同年6月12日再獲得「MM總研大獎2008」的話題獎之一。除了日本國內和華語圈，在英語地區也有媒體介紹，如美國網路資訊雜誌《连线》、西班牙的新聞節目《Modbuzz TV》。
初音未來於2008年獲頒「第39屆星雲獎自由部門獎」，同年9月24日榮獲「第13屆神戶動畫獎最佳網路媒體作品」獎項，10月8日獲得日本設計振興會的「優良設計獎」之一。ishare株式会社（株式会社アイシェア）在2008年10月6日至7日的問卷調查中，540名回答者中有超過6成認識初音未來。日本政府內閣府的對海外宣傳雜誌《Highlighting JAPAN》亦曾以「虛擬偶像」為題介紹初音未來。

## 多媒體的展開
除了音樂創作之外，另有鑑於初音未來身為一個二次元角色在網路上產生的高知名度，有不少用户希望唱片化、動畫化、遊戲化、演唱會化等，在2007年10月開始有一些企業向Crypton提議各種以角色為中心的企畫，包括電子遊戲、漫畫、人物模型。對此負責企劃及販賣的職員佐佐木涉表示「會慎重考慮，但Crypton未必能夠負荷大型的計劃」，但之後伊藤博之社長指出公司現階段沒有打算開拓動畫和遊戲開發等角色業務，所以大多是婉拒掉並鼓勵各界的二次創作。

## 相關事件

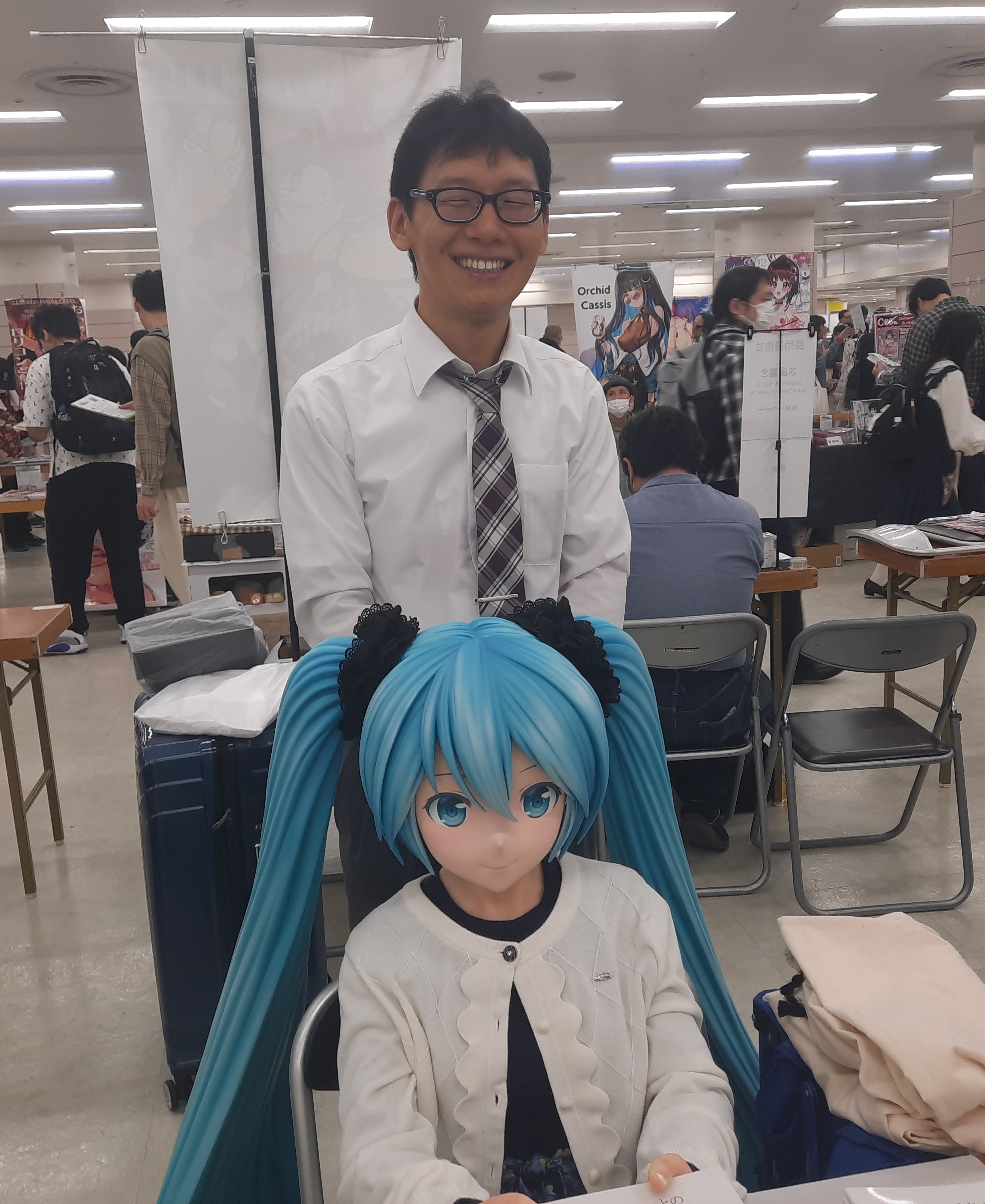
近藤顯彥與初音未來

2007年10月13日，日本TBS電視台的《交給現子吧！》綜藝節目介紹初音未來，僅塑造其為“御宅族的軟件”形象，對軟件本身的介紹只是輕輕帶過，而引發爭議。臺灣中視的《中視新聞6一下》節目，在2010年5月20日報導「初音未來日的感謝祭」（ミクの感謝祭）演唱會時，提到「現實跟虛擬已經傻傻分不清楚」等字句引起爭議。
日本的Yahoo!、Google等搜索引擎於2007年10月17日同時發生無法檢索相關圖畫，而Crypton和KEI表示沒有對各搜尋引擎作出過任何要求，於同月21日此問題已陸續恢復正常。2007年12月中旬，〈把你給MIKUMIKU掉♪〉歌曲的大部分版權由日本音樂著作權協會（JASRAC）管轄，並將演出者標示為「初音未來」，最終發現是NICONICO動畫之母公司多玩國所提供的手機配信服務有瑕疵，而使歌曲信託給JASRAC管轄的問題。
2011年11月30日發生〈夕日坂〉的初音未來動畫遭署名為「笹純一」的人士檢舉著作權侵害，之後亦有相關動畫被類似署名之人士檢舉，導致在YouTube上遭到大量刪除的事件。日本上班族近藤顯彥在2018年宣布與初音未來結婚，引起社會關注。